# Örményország anyja
Örményország anyja (örményül: Մայր Հայաստան) egy monumentális szobor, amely Örményország női megszemélyesítője. A szobor Örményország fővárosában, a Jerevánban lévő Győzelem parkban található.
A 29 méteres talapzaton álló 22 méter magas szobor kezében kardot tartva tekint a távolba, ahol a messzeségben az Ararát-hegy látható. A szobor előtti téren örök láng ég az elesetteknek: „A neved ismeretlen, a tetted halhatatlan” felirattal.

## Története

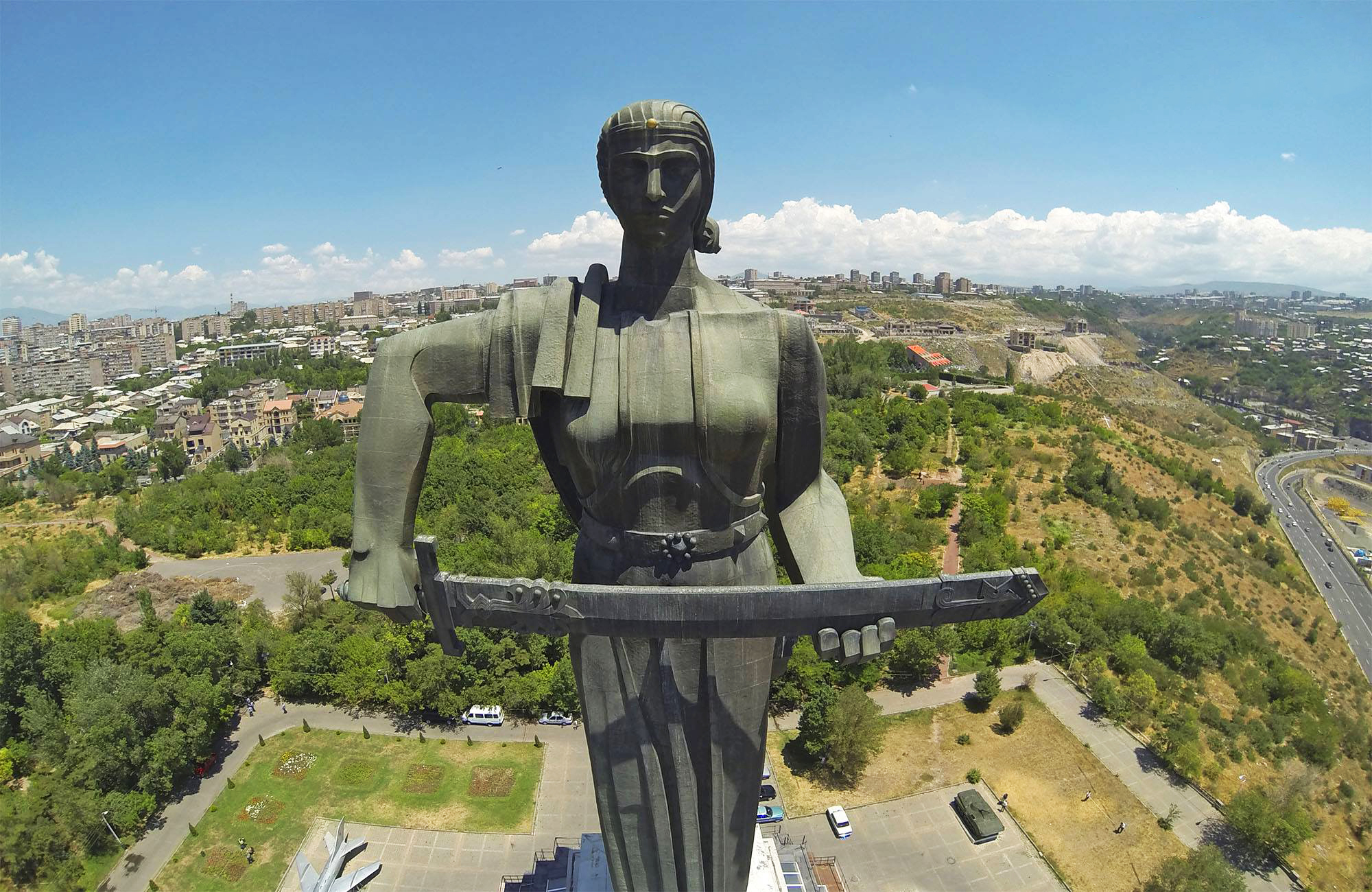
A szobor légi felvételen

A jelenlegi szobor Sztálin monumentális szobrát helyettesíti, amelyet a második világháború győzelmének emlékműveként hoztak létre. Sztálin uralma alatt az első örmény kommunista párt Központi Bizottságának titkára, Grigor Harutjunján és a kormány tagjai felügyelték az emlékmű munkálatait, befejezését és felavatását. A szobrot Szergej Merkurov tervezte és 1967. november 29-én avatták fel. A talapzatot Ráfájel Izrajelján építész tervezte. Tudva, hogy a diktátorok dicsősége mulandó, úgy tervezte a talapzatot, hogy egy háromhajós bazilikális elrendezésű örmény templomhoz hasonlítson. A külső nézet derékszögű formáival ellentétben a belső tér könnyű és kellemes a szemnek, és a Vagarsapatban található Szent Hripszime-templomra emlékeztet.
1962 tavaszán Sztálin szobrát eltávolították, a folyamat során egy katona meghalt és sokan megsérültek, helyére pedig az Ara Harutjunján által tervezett Örményország anyja szobor került.
Az Örményország anyja modellje Genya Muradzsján, egy 17 éves lány volt. A szobrász egy üzletben találkozott vele és rávette, hogy pózoljon a szoborhoz.
A szobor magassága 22 méter, így az emlékmű teljes magassága 51 méter a talapzattal együtt. A szobor rézből készült, a talapzat-múzeum bazaltból épült.

## Szimbolizmus
A szobor az erőn keresztüli békét jelképezi. Emlékeztet az örmény történelem olyan kiemelkedő női alakjára, akik fegyvert ragadtak, hogy segítsenek férjeiknek a török és kurd csapatokkal való összecsapásukban. Emlékeztet arra is, milyen fontos státuszt és értéket tulajdonítanak egy örmény család idősebb nőtagjainak.

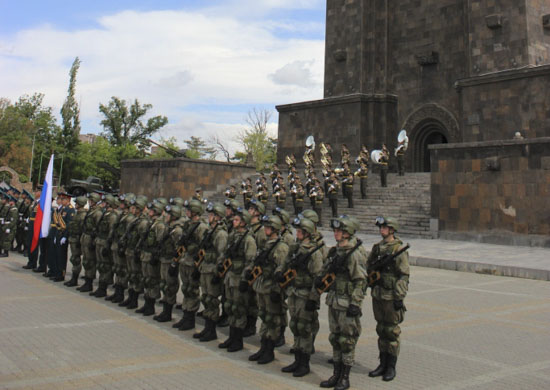
Megemlékezés 2018-ban

A szobor egy dombon helyezkedik el Jerevánban, onnan őrzi a várost. Minden év május 9-én az örmények virágokat helyeznek el a szoborhoz, ezzel emlékezve a második világháború örmény mártírjaira. A talapzaton a Honvédelmi Minisztérium Örményország Anyja Katonai Múzeuma található. Eleinte a második világháborúnak szentelt katonai múzeumnak adott otthont, manapság a kiállítótér nagy részét a hegyi-karabahi háborúnak (1988–1994) szentelik. A kiállításon a résztvevők személyes tárgyai, fegyverei, dokumentumai láthatók, a falakat pedig portréik díszítik. Más történelmi leletek között van egy térkép, amelyen az örmény erők dolgoztak ki Şuşa elfoglalására irányuló hadjáratot.

## Galéria

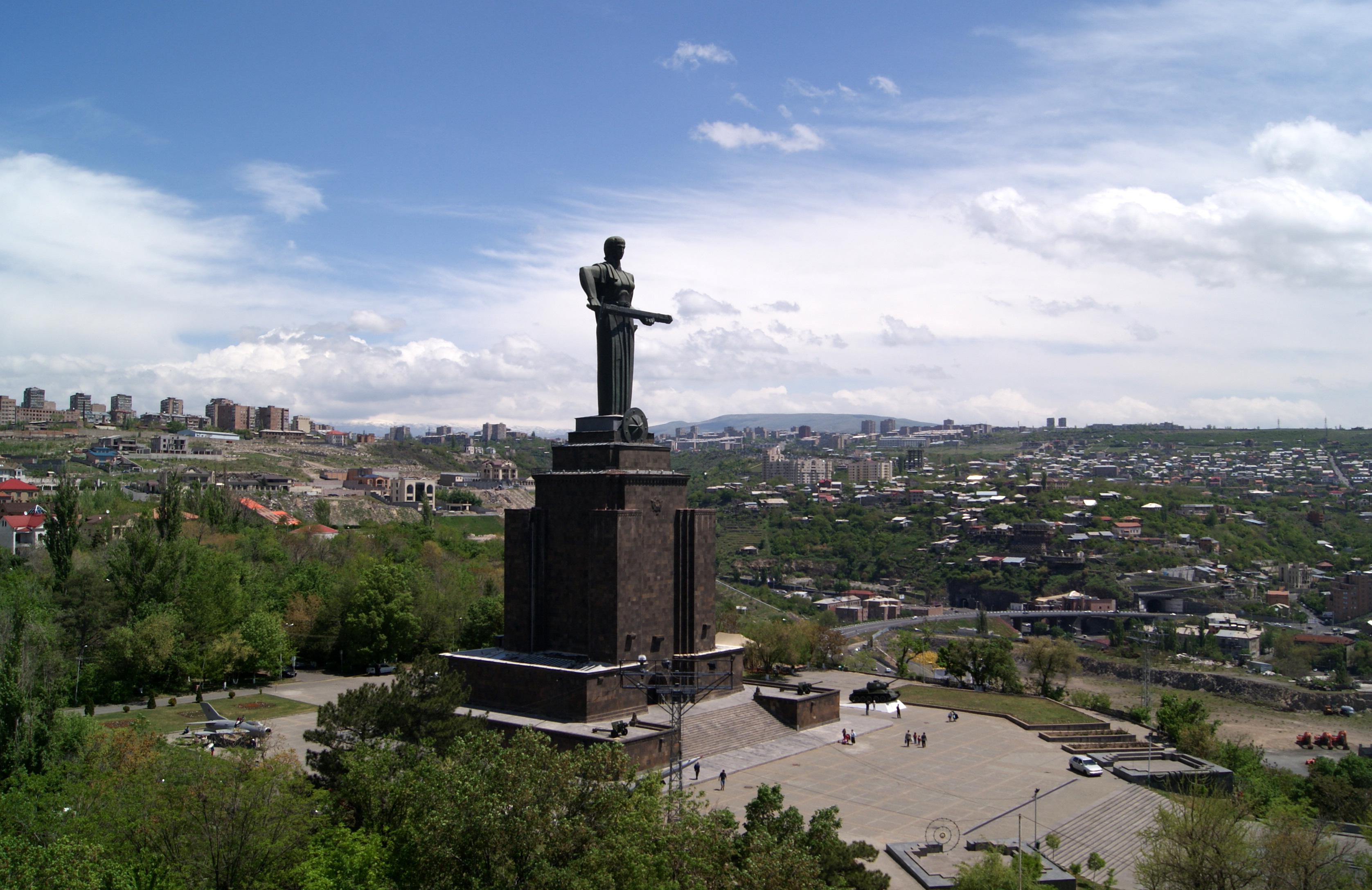
A szobor a Győzelem parkban
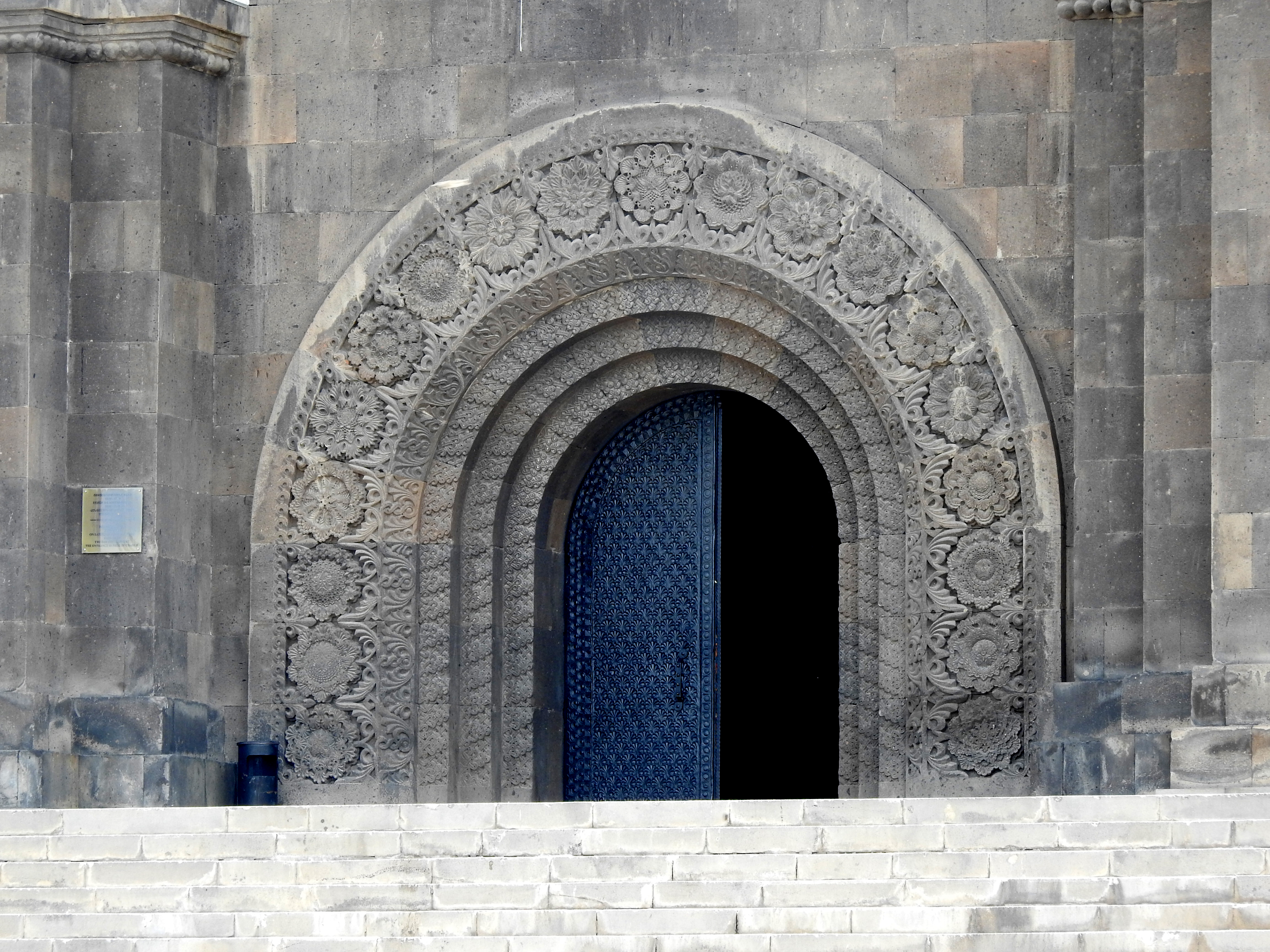
A múzeum bejárata
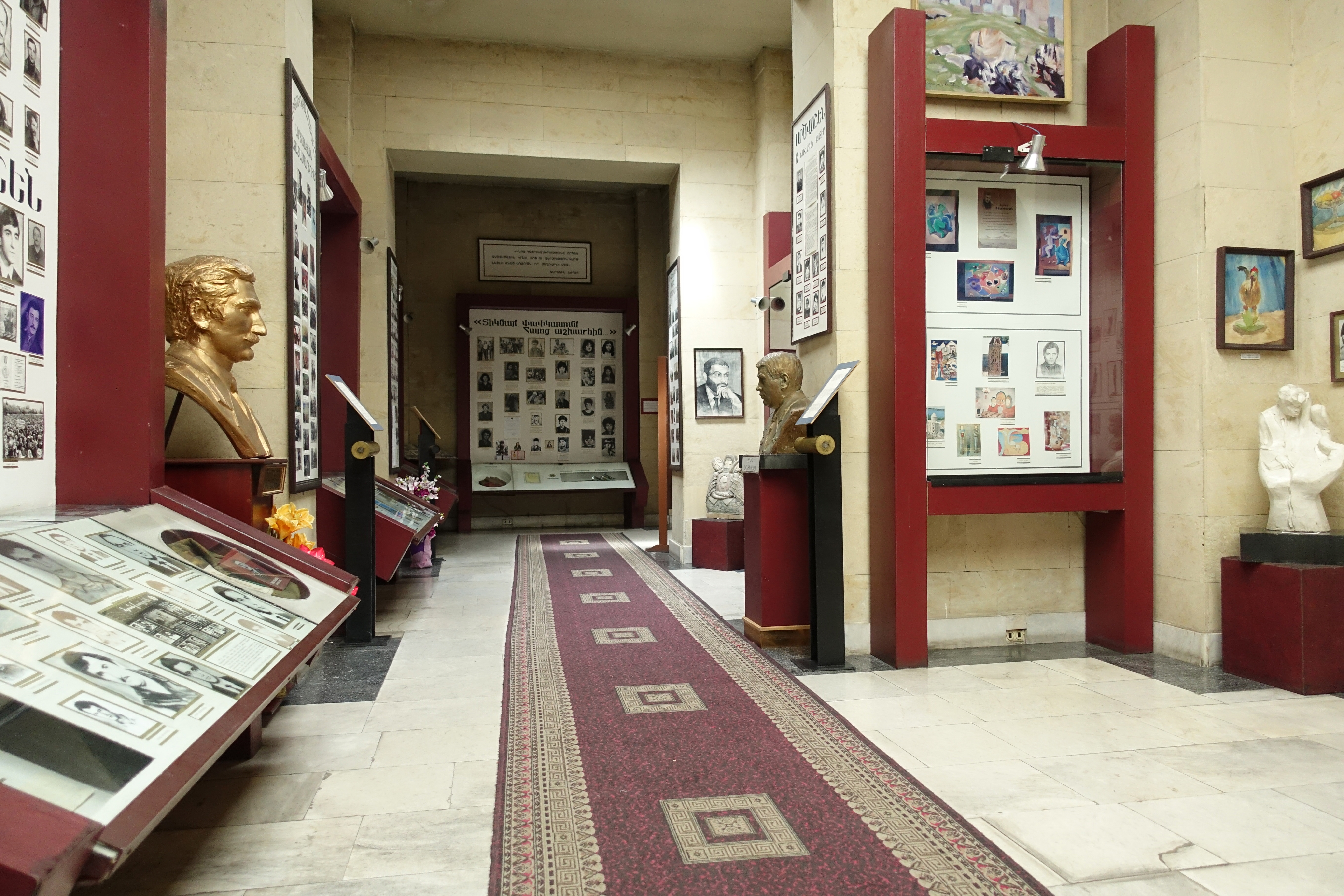
A múzeum belül
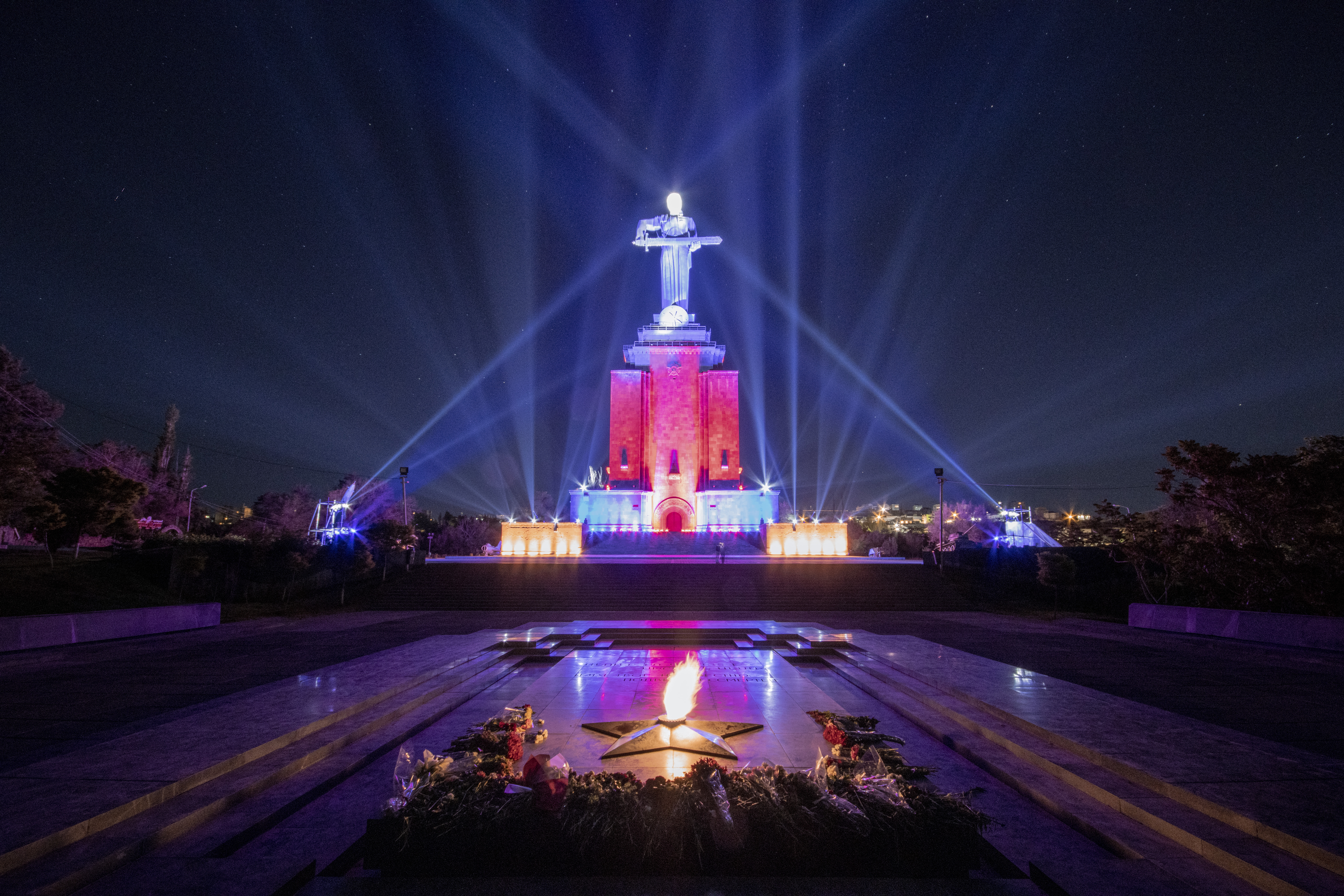
A szobor 2020. május 9-én este